# Lillsjön (Västerljungs socken, Södermanland)
Lillsjön är en sjö i Trosa kommun i Södermanland och ingår i Trosaån-Svärtaåns kustområde. Sjön har en area på 0,118 kvadratkilometer och ligger 5,2 meter över havet.

## Delavrinningsområde
Lillsjön ingår i det delavrinningsområde (652293-159475) som SMHI kallar för Rinner mot Gunnarbofjärden. Medelhöjden är 20 meter över havet och ytan är 9,06 kvadratkilometer. Det finns inga avrinningsområden uppströms utan avrinningsområdet är högsta punkten. Avrinningsområdets utflöde mynnar i havet, utan att ha någon enskild mynningsplats. Avrinningsområdet består mestadels av skog (89 procent). Avrinningsområdet har 0,12 kvadratkilometer vattenytor vilket ger det en sjöprocent på 1,3 procent. Bebyggelsen i området täcker en yta av 0,34 kvadratkilometer eller 4 procent av avrinningsområdet.